# Diante Baldwin
Diante Raynard Baldwin (Greensboro, 17 ottobre 1994) è un cestista statunitense.